# Lovel Palmer
Lovel Palmer (Mandeville, 30 agosto 1984) è un calciatore giamaicano, difensore del Harbour View e della Nazionale giamaicana.